# 菩提寺 (三田市)
菩提寺（ぼだいじ）是位在日本兵庫縣三田市的寺院，真言宗花山院派大本山。山號「東光山」（とうこうざん）。本尊藥師瑠璃光如來、開基（創立者）為法道。花山法皇晩年約14年間的隱居之地，法皇駕崩後，作為法皇的菩提寺而被稱為「花山院菩提寺」。別稱「花山院」。

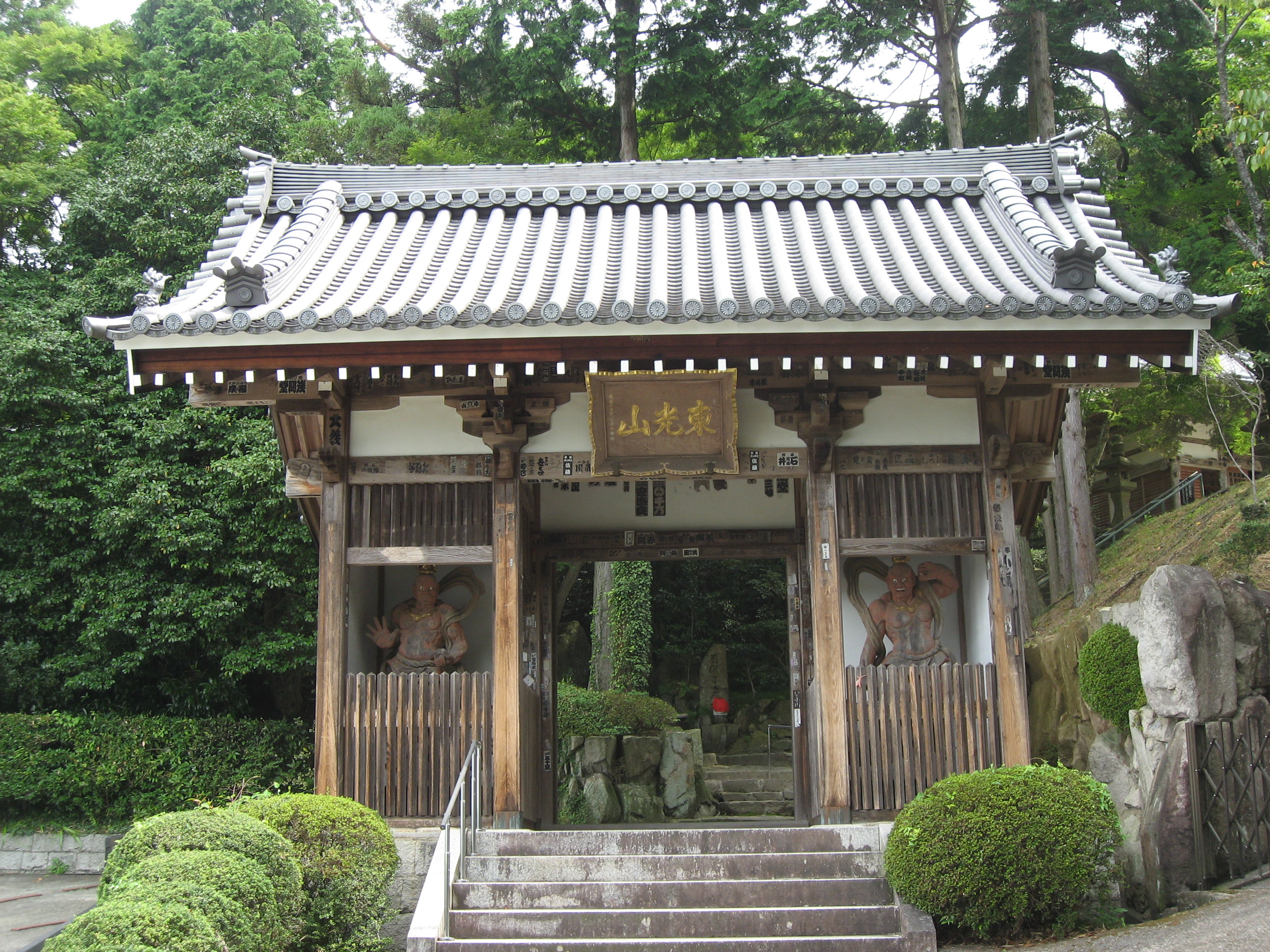
山門
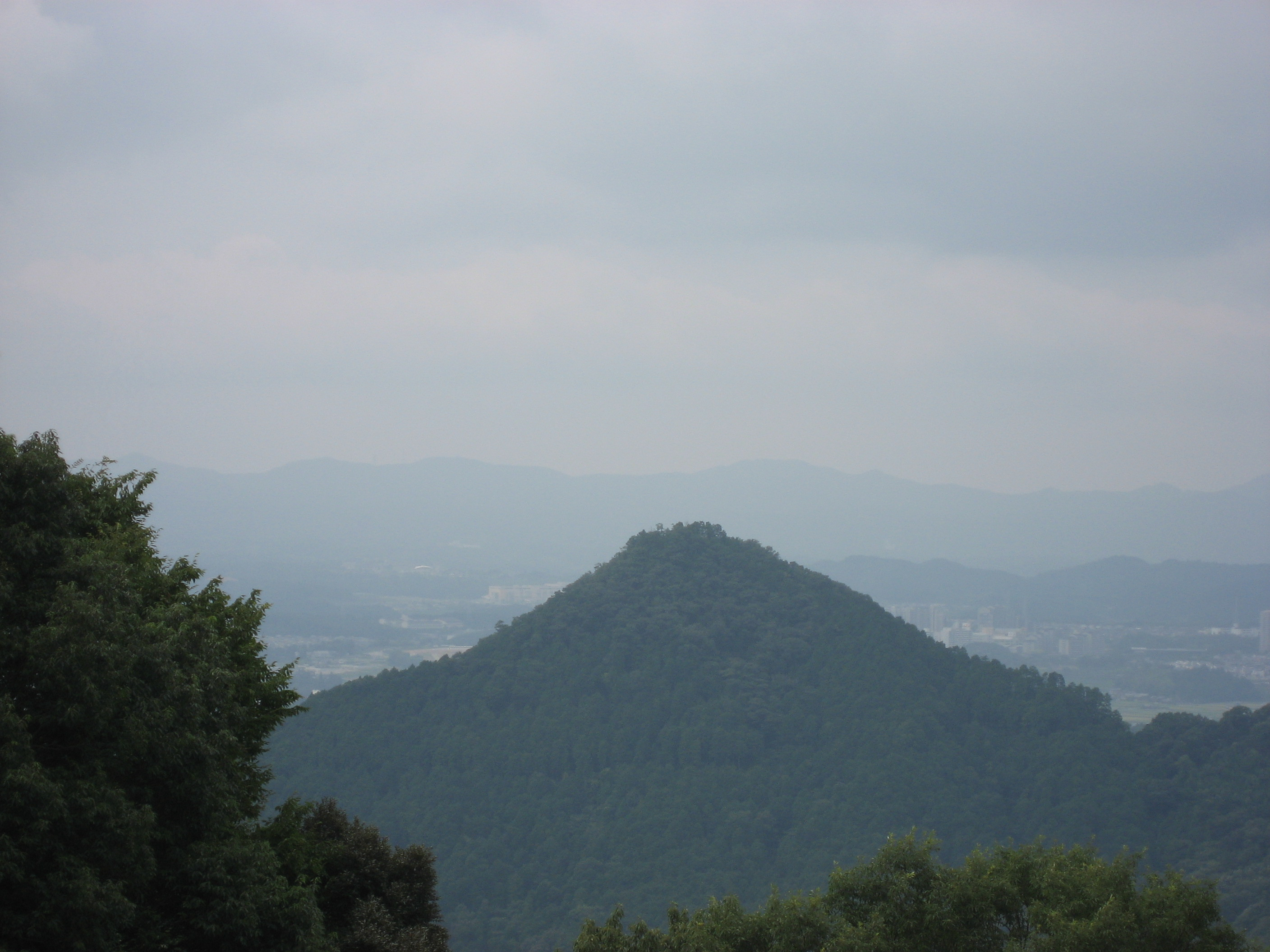
由納經所望有馬富士
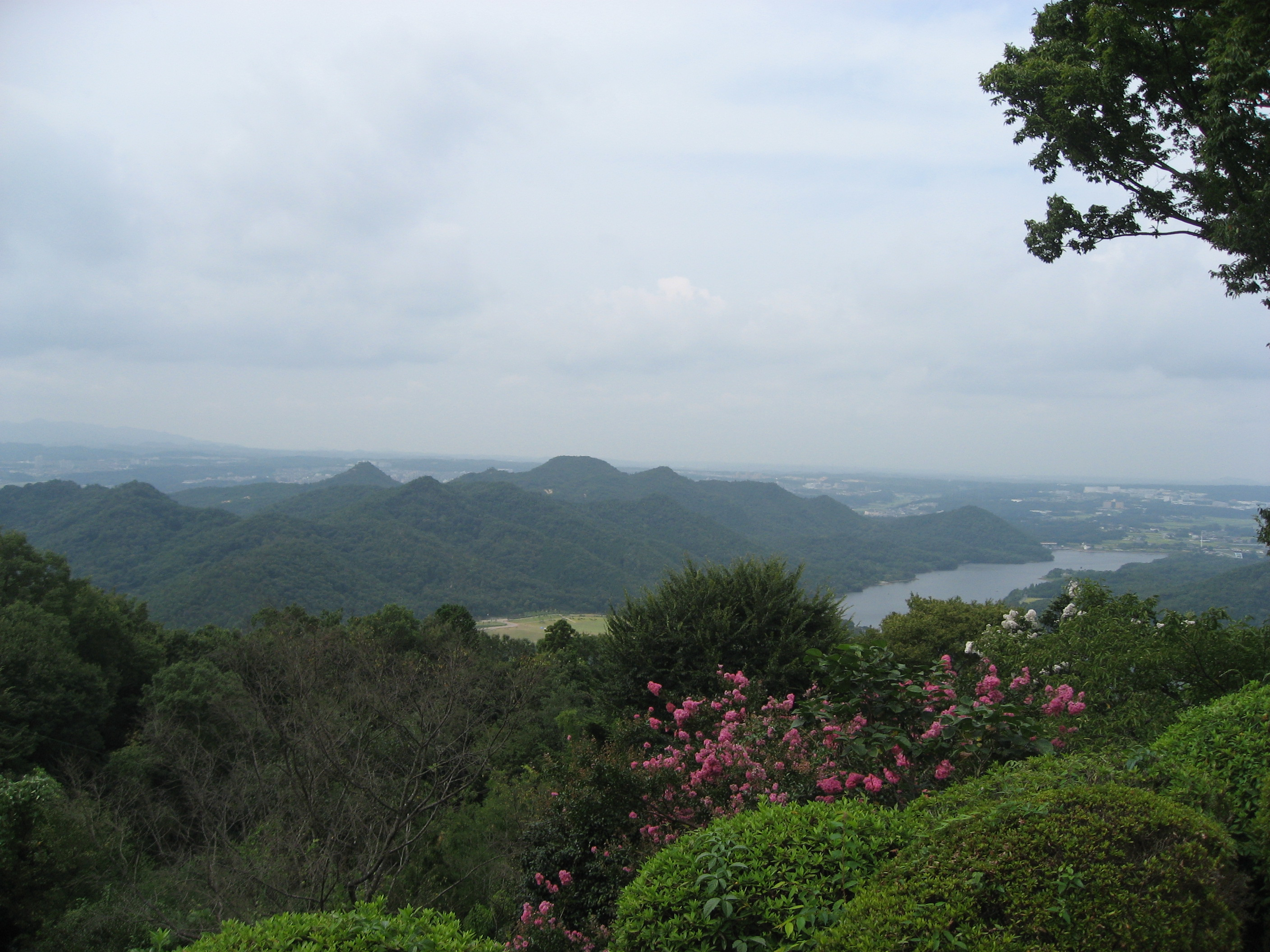
由納經所望千丈寺湖

## 關連項目
- 西國三十三箇所

## 外部連結
- 花山院菩提寺 （页面存档备份，存于）